# Святославський яр
Святославський яр — місцевість, урочище у центральній частині Києва. Один із відрогів Афанасівського яру.
Простягається вздовж вулиці В'ячеслава Липинського та нижньої частини вулиці Михайла Коцюбинського, охополює також сквер на вулиці Олеся Гончара.
Походження назви яру невідоме. Під час розпланування та активної забудови у центрі міста дальною частину яру (в районі скверу на вулиці Гончара) було засипано, однак загальний рельєф місцевості досі має вигляд глибокої улоговини.
В останні роки ХІХ ст. улоговиною було прокладено вулицю Святославську (зараз В'ячеслава Липинського).

## Згадки у літературі
У дитинстві в будинку №9 мешкав Костянтин Паустовський. Пізніше у спогадах «Далекі роки» він описав Святославський яр:
«Святославская улица,  застроенная скучными  доходными домами из желтого киевского кирпича, с такими  же кирпичными тротуарами, упиралась  в огромный пустырь,  изрезанный оврагами. Таких пустырей среди  города было  несколько. Назывались они "ярами". Весь  день  мимо  нашего  дома  тянулись  к  Святославскому  яру  обозы "каламашек" с глиной. Каламашками в Киеве назывались  тележки для перевозки земли. Каламашники засыпали  овраги в яру и ровняли его для постройки новых домов. Земля высыпалась из каламашек, на мостовой всегда было грязно, и потому я не любил Святославскую улицу. В яр нам  строго запретили ходить. Это было страшное место, приют воров и нищих. Но все же мы, мальчишки, собирались иногда отрядами и шли  в яр. Мы брали с собой на всякий случай полицейский свисток. Он казался нам таким же верным оружием, как револьвер. Сначала  мы с опаской смотрели сверху  в  овраги.  Там  блестело  битое стекло,  валялись ржавые  тазы  и рылись в мусоре собаки. Они не обращали на нас внимания. Потом мы  настолько осмелели, что начали  спускаться в  овраги,  откуда тянуло дрянным желтым  дымком. Дымок этот  шел  от  землянок и лачуг. Лачуги были слеплены из чего попало - ломаной фанеры, старой жести, разбитых ящиков, сидений  от  венских стульев,  матрацев, из которых торчали пружины. Вместо дверей висели грязные мешки.»